# Situation de l’Occident
Situation de l’Occident (西洋事情, Seiyō jijō) est un livre publié par Fukuzawa Yukichi en 1866.
Il s'agit d'un des premiers livres qu'il publie aux alentours de la Restauration de Meiji de 1868 et qui contribue à faire de lui l'un des intellectuels les plus influents de l'époque.

## Source